# Water Under the Bridge
«Water Under the Bridge» —en español: «Agua bajo el puente»— es una canción compuesta e interpretada por la cantautora británica Adele para su tercer álbum de estudio 25 (2015). La canción fue escrita por Adele Adkins y Greg Kurstin, quien también estuvo a cargo de la producción del tema. Salió al mercado musical el 4 de noviembre de 2016 a través de la compañía discográfica XL Recordings como el cuarto y último sencillo de 25. La letra de la canción trata sobre un punto crítico en una relación, donde se trata de averiguar si la pareja aún desea mantener el vínculo. «Water Under the Bridge» es una canción disco-pop de medio tiempo, con un ritmo electro y trip hop, acompañado de un riff tropical.
Tras su lanzamiento, la canción recibió críticas positivas de la prensa musical, asimismo alcanzó el número 20 en el finlandés Singles Gráfico y número 42 en el españoles Singles Gráfico. También se posicionó en las listas de Australia, Austria, Canadá, Francia, Alemania, Polonia, Escocia, el Reino Unido y los Estados Unidos. Adele interpretó «Water Under the Bridge» en vivo por primera vez en un concierto único titulado Adele Live in New York City grabado en el Radio City Music Hall el 17 de noviembre y luego en el programa de TV The Tonight Show Starring Jimmy Fallon.

## Composición y desarrollo

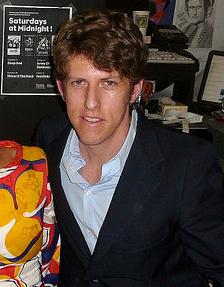
Greg Kurstin, coescritor y productor del tema.

«Water Under the Bridge» fue escrita por Adele junto a Greg Kurstin, quien también se encargó de la producción. La canción fue escrita en la ciudad de Los Ángeles y Adele reveló que la misma fue creada casi tan rápido como "Someone Like You", que ella anteriormente afirmó que fue la canción más rápida que alguna vez compuso.
En una entrevista con la revista Rolling Stone, Adele dijo que «Water Under the Bridge» fue escrita con base en su relación con su exmarido Simon Konecki. La cantante declaró:

«Era una especie de relación que de repente se ponía muy, muy seria, y luego con un poco de miedo de la misma, y después darme cuenta de que creo que esto debe estar bien. Este es el tipo de relación en la que quiero estar el mayor tiempo posible.»

## Recepción

### Comentarios de la crítica
La canción recibió buenos elogios por parte de la prensa musical tras ser publicada. Christina Garibaldi de MTV News escribió un artículo señalando que "La letra de la canción versa sobre un punto crítico en una relación, donde se trata de averiguar si la pareja aún desea mantener el vínculo." Por su parte, Katy Forrester, periodista del diario británico Daily Mirror declaró que "Las letras de esta canción nos hacen tragar duro y nos sienta a pensar sobre todo en la vida" y lo llamó "uno de los mejores del álbum". Rob Garratt del diario The National llamó a la canción "Un tema pop para cantar el cual no sacrifica nada de la intimidad de Adele, que es marca registrada de ella", también declaró que fue "una elección inteligente para que sea segundo sencillo del álbum", aunque resultó siendo el cuarto y último.

### Posicionamiento en listas
En los Estados Unidos y el Reino Unido, la canción fue el sencillo con las posiciones más bajas de 25, alcanzando el número 26 y el número 39, respectivamente. Sin embargo, el 14 de diciembre de 2015, Billboard informó que la canción era la tercera mejor vendida del álbum 25, con 104.000 copias.

## Promoción
«Water Under the Bridge» es el único sencillo de 25 que no tiene un vídeo musical oficial, aunque el segundo sencillo del álbum «When We Were Young» tampoco tiene uno pero sí una interpretación en vivo filmada en The Church Studios, la cual se lanzó a través de su canal de YouTube Vevo.

### Interpretaciones en vivo
Adele interpretó «Water Under the Bridge» en vivo por primera vez el 17 de noviembre de 2015, en su concierto titulado Adele Live in New York City, un show único el cual fue grabado en el Radio City Music Hall y se transmitió por la NBC el 14 de diciembre. El 23 de noviembre de 2015, Adele fue invitada al programa de TV The Tonight Show Starring Jimmy Fallon donde también interpretó la canción.

## Cifras de ventas y certificaciones
| Región                   | Certificación | Unidades certificadas/Ventas |
| ------------------------ | ------------- | ---------------------------- |
| Australia (ARIA)         | Oro           | 35,000                       |
| Bélgica (BEA)            | Oro           | 15,000                       |
| Canadá (Music Canada)    | Platino       | 80,000                       |
| Dinamarca (IFPI Denmark) | Oro           | 45,000                       |
| Italia (FIMI)            | Oro           | 25,000                       |
| México (AMPROFON)        | Platino       | 60,000                       |
| Nueva Zelanda (RMNZ)     | Oro           | 15,000                       |
| Reino Unido (BPI)        | Oro           | 400,000                      |
| Estados Unidos (RIAA)    | Oro           | 500,000                      |